# Hanil Cement
Hanil Cement Co, Ltd, é um conglomerado industrial sul coreano que atua em diversos ramos da economia.

## Subsidiarias
- Remital